# ساحل خياط (حيفا)
ساحل خياط (يدعى ايضا ساحل الخياط ومعروف أيضا باسم العزيزة) يقع في مدينة حيفا في فلسطين المحتلّة، وهو مجموعة سواحل بطول كيلومتر  بين ال شكمونا في الشمال حتى الساحل دادُف في الجنوب .
سُمي الساحل نسبة لعائلة خياط التي كانت مالكة مجموعة الأراضي الموجودة على طول الساحل والتي أقامت بها ساحل منظم، دكاكين للألبسة ومطاعم مرافقة مختلفة، في فترة الانتداب البريطاني.
وبعد تجسيدات كثيرة أصبح السهل بامتلاك رجل الأعمال يتسحاق تشوفا، وبه مشروع "ساحل الكرمل".

## تاريخه
في فترة الانتداب في 1931 بادر عزيز خياط بإنشاء ساحل الاستحمام المنظم على قطعة الأرض التي يملكها بالقرب من قرية سمير تشمل البنى التحتية التي بناها مرافق الاستحمامات المنظمة والمطاعم.  عّرفه المؤلف عبد اللطيف كنفاني في مذكراته انه مطعم ذا جودة عالية وأنيق بشكل خاص، يأتي إليه الزوّار من كل أنحاء العالم، وقد  عُزفت فيه موسيقى الجاز بهدف الرقص.
استقبل الجمهور اليهودي والعربي الشاطئ الجديد بحماس وجذب آلاف السباحين من حيفا ومحيطها، وخاصة يومي السبت والأحد.
أدّى النجاح الكبير للشاطئ الجديد إلى ظهور حركة مرورية كثيفة في رحلة العودة إلى المدينة في نهاية أيام الاستحمام، وللتعامل مع ذلك تم ترتيب طرق سفر خاصة للقطار 
افتتح موسم الاستحمام الثاني على الشاطئ بحدث احتفالي، وقد تم وصف الحشد الهائل الذي جاء واستمتع بموسيقى فرقة الجيش البريطاني، كما تم وضع خطة لإقامة حفلة رقص على الشاطئ مساء كل سبت وحفل موسيقي للفرقة البريطانية ظهر كل يوم أحد.
واصلت القوات اعمال تطوير الشاطئ،  وأضافت انارة كهربائية كاملة لساعات المساء وتم تعبيد طريق على طوله لمنع الغبار كما بدأ عزيز خياط تشغيل خطوط حافلات تنقل السبّاحين من المدينة إلى الشاطئ ذهابًا وإيابًا , واستمروا في العمل في الثلاثينات والاربعينات 
توقفت الخطوط عن العمل خلال حرب الاستقلال وفي عام 1960 ونقلت العائلة حق الامتياز إلى شركة ايجد (Egged)، مقابل تعويض، بعد صراع طويل للاعتراف بالامتياز الممنوح لهم خلال فترة الانتداب [6][7].